# Et la lune donnait et la rosée tombait
Et la lune donnait et la rosée tombait est une nouvelle de Xavier Forneret parue en août 1836.

## Rééditions
- Xavier Forneret, « Et la lune donnait, et la rosée tombait », La Révolution surréaliste, nos 9-10 « L'écriture automatique »,‎ 1er octobre 1927, p. 12-17 (ISSN 0398-3501, lire en ligne)
- Xavier Forneret, Contes et récits, édition intégrale établie par Jacques Rémy Dahan, Paris, José Corti, coll. « Collection romantique n°43 », 1994, 414 p. (ISBN 2-7143-0501-6)
- Xavier Forneret, Écrits complets : (1836-1880) – Aphorismes, contes et récits, roman, vie quotidienne, édité par Bernadette Blandin, vol. 2, Dijon, Les Presses du réel, février 2013, 800 p. (ISBN 978-2-84066-488-8)
- Xavier Forneret, Proses, Paris, Marguerite Waknine, 2013, 123 p. (ISBN 978-2-916694-48-1)